# Jamâat Shaim
 (novembre 2016).
Si vous disposez d'ouvrages ou d'articles de référence ou si vous connaissez des sites web de qualité traitant du thème abordé ici, merci de compléter l'article en donnant les références utiles à sa vérifiabilité et en les liant à la section « Notes et références ».
Jamaat Shaim (en arabe : جمعة سحيم) est une ville du Maroc. Elle est une des communes urbaines de la province de Safi, dans la région de Marrakech-Safi.
Situé à 44 km de la ville de Safi sur la route N1 vers El Jadida. Il est le cœur de la région agricole des Abda.
Sa population est d'origine arabe. La région de Jemaa Shim est réputée par la céréaliculture (blé, orge, maïs,..) et l'élevage (ovins, bovins,..). Son souk hebdomadaire qui attribue à ce village le premier nom Jemaa en arabe ou vendredi en français est parmi les souks les plus réputés de la campagne marocaine.

## Administration et équipements publics
En 2014, le taux de scolarisation des enfants de 7 à 12 ans est de 97,79%. La commune dispose d'un collège et d'un lycée.
Elle est équipée d'un centre de santé urbain CSU 2.

## Démographie
En 2009, la commune a été divisée en commune urbaine de Jamaat Shaim et commune rurale de Chahda, les chiffres antérieurs à 2014 correspondent à l'ancienne taille de la commune.

## Sport

### Clubs de football
Jeunesse Sportive Shimia (JSSH) : Le club évolue en deuxième division du Championnat amateurs marocain (GNFA 2), soit l'équivalent de la quatrième division.

Stade : Stade Municipal de Jamaât Shaim (500 places)